# Saison 4 de Phénomène Raven
 (juillet 2025).
Si vous disposez d'ouvrages ou d'articles de référence ou si vous connaissez des sites web de qualité traitant du thème abordé ici, merci de compléter l'article en donnant les références utiles à sa vérifiabilité et en les liant à la section « Notes et références ».
Chronologie
Saison 3
Cet article contient une brève description des épisodes de la quatrième et dernière saison de la série télévisée américaine Phénomène Raven.

## Épisodes[2]

### Épisode 1:Raven a du fil à retordre
- États-Unis : 20 février 2006 sur Disney Channel

### Épisode 2:Esprit d'équipe
- États-Unis : 24 février 2006 sur Disney Channel

### Épisode 3:Le Bureau de ministre
- États-Unis : 3 mars 2006 sur Disney Channel

### Épisode 4: Raven fait son cinéma
- États-Unis : 17 mars 2006 sur Disney Channel

### Épisode 5:Raven est de garde
- États-Unis : 24 mars 2006 sur Disney Channel

### Épisode 6:Nouvelle déco
- États-Unis : 31 mars 2006 sur Disney Channel

### Épisode 7:Le Transport en commun
- États-Unis : 21 avril 2006 sur Disney Channel

### Épisode 8:Raven connaît la chanson
- États-Unis : 12 mai 2006 sur Disney Channel

### Épisode 9:Le Pressoir
- États-Unis : 24 juin 2006 sur Disney Channel

### Épisode 10:Concours d'élégance!
- États-Unis : 8 juillet 2006 sur Disney Channel

### Épisode 11:Photo de couverture
- États-Unis : 28 juillet 2006 sur Disney Channel

- Cole Sprouse : Cody Martin
- Dylan Sprouse : Zack Martin
- Phill Lewis : Mr Moseby

### Épisode 12:Raven a trop de style
- États-Unis : 4 aout 2006 sur Disney Channel

### Épisode 13:Raven, reine du bal
- États-Unis : 11 aout 2006 sur Disney Channel

### Épisode 14:L'ordi forme les couples!
- États-Unis : 18 aout 2006 sur Disney Channel

### Épisode 15:Une recette de folie
- États-Unis : 8 avril 2005 sur Disney Channel

### Épisode 16:Eddie VIP
- États-Unis : 15 septembre 2006 sur Disney Channel

### Épisode 17:Week-end de filles
- États-Unis : 22 septembre 2006 sur Disney Channel

### Épisode 18:Entente et mésentente
- États-Unis : 6 octobre 2006 sur Disney Channel

### Épisode 19:Cauchemar pour un job de rêve
- États-Unis : 25 novembre 2006 sur Disney Channel

### Épisode 20:Le Nouveau Professeur
- États-Unis : 15 janvier 2007 sur Disney Channel

### Épisode 21:Cory met le paquet
- États-Unis : 2 mars 2007 sur Disney Channel

### Épisode 22: La Cerise sur le gâteau d'anniversaire
- États-Unis : 16 juin 2005 sur Disney Channel